# Союз коммунистов Македонии
Союз коммунистов Македонии (макед. Сојуз на комунистите на Македонија, сокр. СКМ), до 1953 года Коммунистическая партия Македонии (макед. Комунистичка партија на Македонија, сокр. КПМ) — коммунистическая партия, входившая в состав Союза коммунистов Югославии в качестве самостоятельной партийной организации. Существовала в 1943—1991 годах, в 1945—1990 годах — правящая партия в Социалистической республике Македония.
В 1953 году в соответствии с решениями VI съезда КПЮ, Коммунистическая партия Македонии была переименована в Союз коммунистов Македонии и сохраняла это название до 1990 года.

## История

### Основание и участие в войне
КПМ была основана 19 марта 1943 года в городе Тетово, в самый разгар освободительной войны югославских народов. До этого на территории Вардарской Македонии, входившей до 1941 года в состав королевской Югославии и оккупированной Болгарией, функционировал Краевой комитет КПЮ во главе с Методием Шаторовым, которого ряд руководителей КПЮ подозревали в проболгарских настроениях (не без оснований на то, особенно после попытки перевода краевого комитета из состава КПЮ в состав БРП(к) в 1941 году, что привело к межпартийному конфликту и вмешательству Коминтерна). Поэтому первый Центральный комитет новой партии в качестве политического секретаря возглавил близкий соратник руководителя югославских партизан Тито Лазар Колишевский. В состав первого ЦК КПМ вошли также Мара Нацева (организационный секретарь), Цветко Узуновски, Кузман Иосифоски-Питу, Страхил Гигов и Бане Андреев.
Компартия возглавляла Антифашистское собрание народного освобождения Македонии и партизанские формирования, при этом поддерживая тесные связи с болгарскими антифашистами и препятствуя попыткам македонских националистов создать проболгарское македонское государство.
В 1944 году после антифашистского переворота в Болгарии и вступления на территорию Вардарской Македонии подразделений Красной Армии, совместными силами македонских, советских, болгарских и, частично, албанских соединений, вся территория Македонии была освобождена от оккупантов. Была провозглашена Народная республика Македония, в которой после победы на первых послевоенных выборах КПЮ (в составе Народного фронта) основные посты заняли коммунисты.

### После войны
Первый съезд КПМ прошел в 1948 году. Тогда же, в ходе советско-югославского конфликта в партии была проведена чистка сторонников советской позиции. Партия поддержала Бледское соглашение между ФНРЮ и НРБ.
После VI съезда КПЮ в 1952 году Коммунистическая партия Македонии была переименована в Союз коммунистов Македонии.
После событий 1971 года в Хорватии в СКМ прошла ещё одна чистка, в ходе которой за либеральные взгляды был снят со всех постов Крсте Црвенковский.

### Закат
После срыва XIV съезда Союза коммунистов Югославии в январе 1990 года последовал фактический самороспуск партии. Тогда же СКМ была переименована в Союз коммунистов Македонии — Партия демократических преобразований (макед. Сојуз на комунистите на Македонија - Партија за демократска преобразба, сокр. СКМ — ПДП). Эволюция СКМ развивалась по социал-демократическому пути и завершилась созданием 20 апреля 1991 года Социал-демократического союза Македонии.

## Союз коммунистов Македонии (1992)
В 1992 году меньшая часть членов бывшего Союза коммунистов Македонии, не согласная с его преобразованием в СДСМ, образовала собственную политическую партию названную Союз коммунистов Македонии — Движение за свободу. Партия поддерживала связи с сербской партией Союз коммунистов — Движение за Югославию. На парламентских выборах в 1998 году партия получила 2756 голосов (0,25 %).

## Съезды КПМ/СКМ
- 1948 — Первый
- 1953 — Второй
- 1959 — Третий
- 1963 — Четвёртый
- 1968 — Пятый
- 1974 — Шестой
- 1978 — Седьмой
- 1982 — Восьмой
- 1986 — Девятый
- 1989 — Десятый

## Руководители

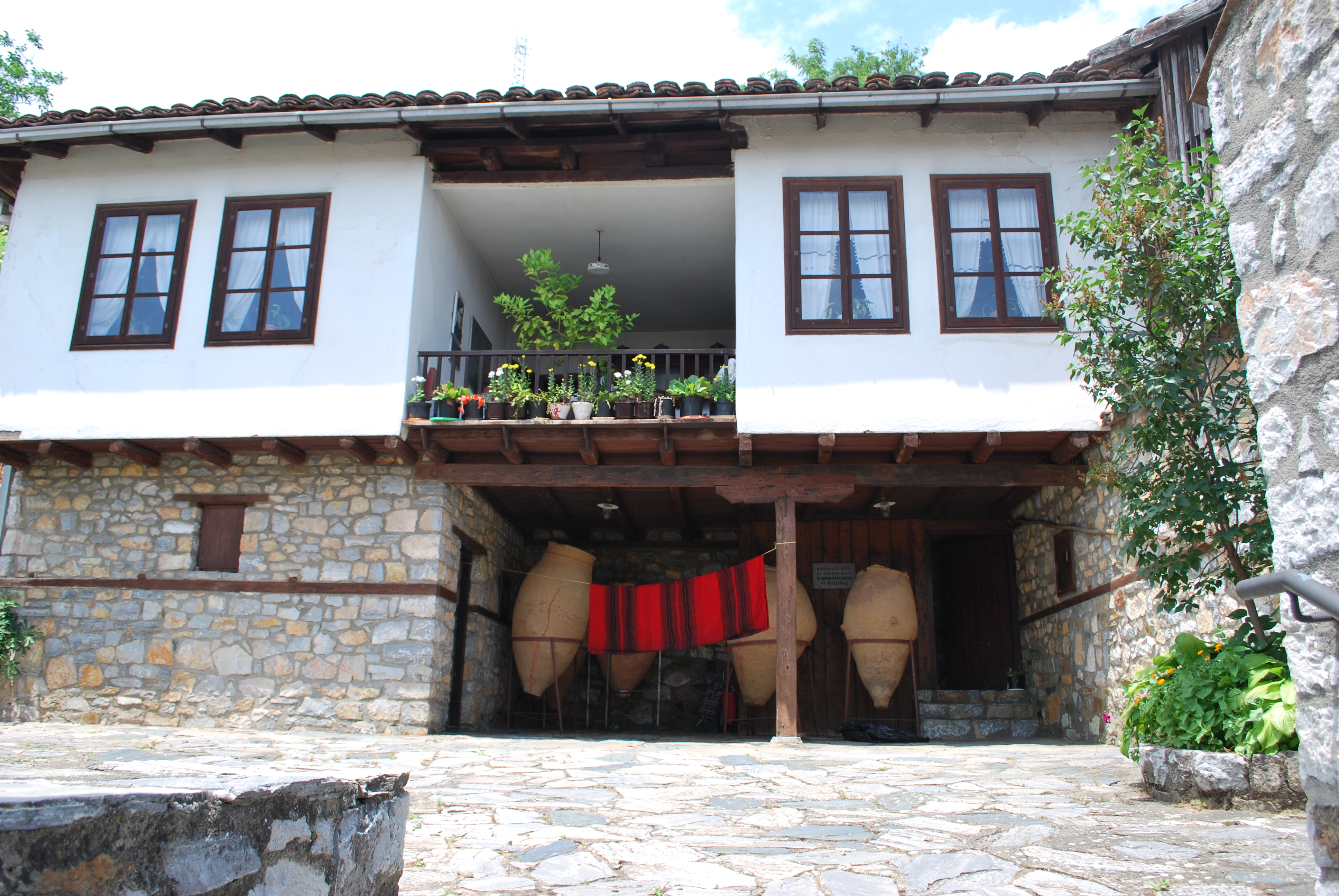
Дом в Тетово, где 19 марта 1943 года была основана Коммунистическая партия Македонии; ныне Мемориальный музей ЦК КПМ

- Секретарь Краевого комитета КПЮ в Македонии
  - Методий Шаторов (сентябрь 1940 — октябрь 1941)
  - Лазар Колишевски (октябрь 1941 — март 1943)
- Секретарь Центрального Комитета Коммунистической партии Македонии
  - Лазар Колишевски (март 1943 — июль 1963)
- Председатель Центрального Комитета Союза коммунистов Македонии
  - Крсте Црвенковски (июль 1963 — март 1969)
  - Ангел Чемерски (март 1969 — май 1982)
  - Крсте Марковски (май 1982 — май 1984)
  - Милан Панчевски (май 1984 — июнь 1986)
  - Яков Лазароски (июнь 1986 — 1989)
  - Петар Гошев (1989 — апрель 1991)